# Autobianchi A112
Der Autobianchi A112 ist ein Kleinwagen der italienischen Automarke Autobianchi.

## Geschichte
Der A112 ist ein Kleinwagen, den der Fiat-Konzern unter der Marke Autobianchi am 2. Oktober 1969 in Italien und auf dem deutschen Markt im Frühjahr 1970 einführte. In der 17-jährigen Bauzeit entstanden sieben Serien, die sich hauptsächlich in der Form der Anbauteile (Kühlergrill, Rückleuchten, Inneneinrichtung) unterscheiden.
Mit der Serie IV begann man Ende 1977, das Fahrzeug außerhalb Italiens unter der Marke Lancia als Lancia A112 zu vermarkten. Fiat – als Muttergesellschaft sowohl von Autobianchi als auch von Lancia – entschied 1975, das Autobianchi-Werk unter die Regie Lancias zu stellen, da die meisten Händler ohnehin beide Marken führten und sich so das Lancia-Programm nach unten abrunden ließ. Zu dieser Zeit war der A112 das einzig verbliebene Autobianchi-Modell.
Nach 1.254.381 Exemplaren wurde die Fertigung im Dezember 1986 eingestellt.
Serien:
- Serie I (10.1969 bis 01.1973):

Urversion mit weißen Blinkleuchten
- Serie II (01.1973 bis 12.1975):

Orangefarbene Blinker
- Serie III (12.1975 bis 11.1977):

Kunststoffstoßstangen anstatt der bisherigen Chromstoßstangen
- Serie IV (12.1977 bis 01.1979):

Große Modellpflege mit neu gestalteten Blinkleuchten, neuen Front- und Heckblechen, Kunststoffzierumrandungen für die Scheinwerfer, nach unten verlängerter Kühlergrill, abgesetzte Rücklichter, neue Stoßstangen vorn und hinten, kantiger gestaltetes Dach, neu gestaltetes Armaturenbrett; Versionen: Normal, Elegant, Abarth
- Serie V (01.1979 bis 01.1982):

Neu gestalteter Kühlergrill mit Zusatzleiste und senkrechtem Gitternetz. Neue, durch Kunststoffleisten eingerahmte Rücklichter; Versionen: Junior, Elegant, Elite, Abarth
- Serie VI (01.1982 bis 12.1984):

Zusatzleiste am Grill entfällt, höher angesetzte Stoßstangen vorn und hinten, Blinker vorn in der Stoßstange und neue Rückleuchten, Versetzung des Nummernschildes zwischen die Rückleuchten; Versionen: Junior, Elite, LX, Abarth
- Serie VII (12.1984 bis 12.1986):

Aussparungen für die Nebellampen in der vorderen Stoßstange, Nebellampen hatte nur die Abarth-Version. Blende zwischen den Rückleuchten, Nummernschildaussparung in der hinteren Stoßstange; Versionen: Junior, Elite, LX, Abarth

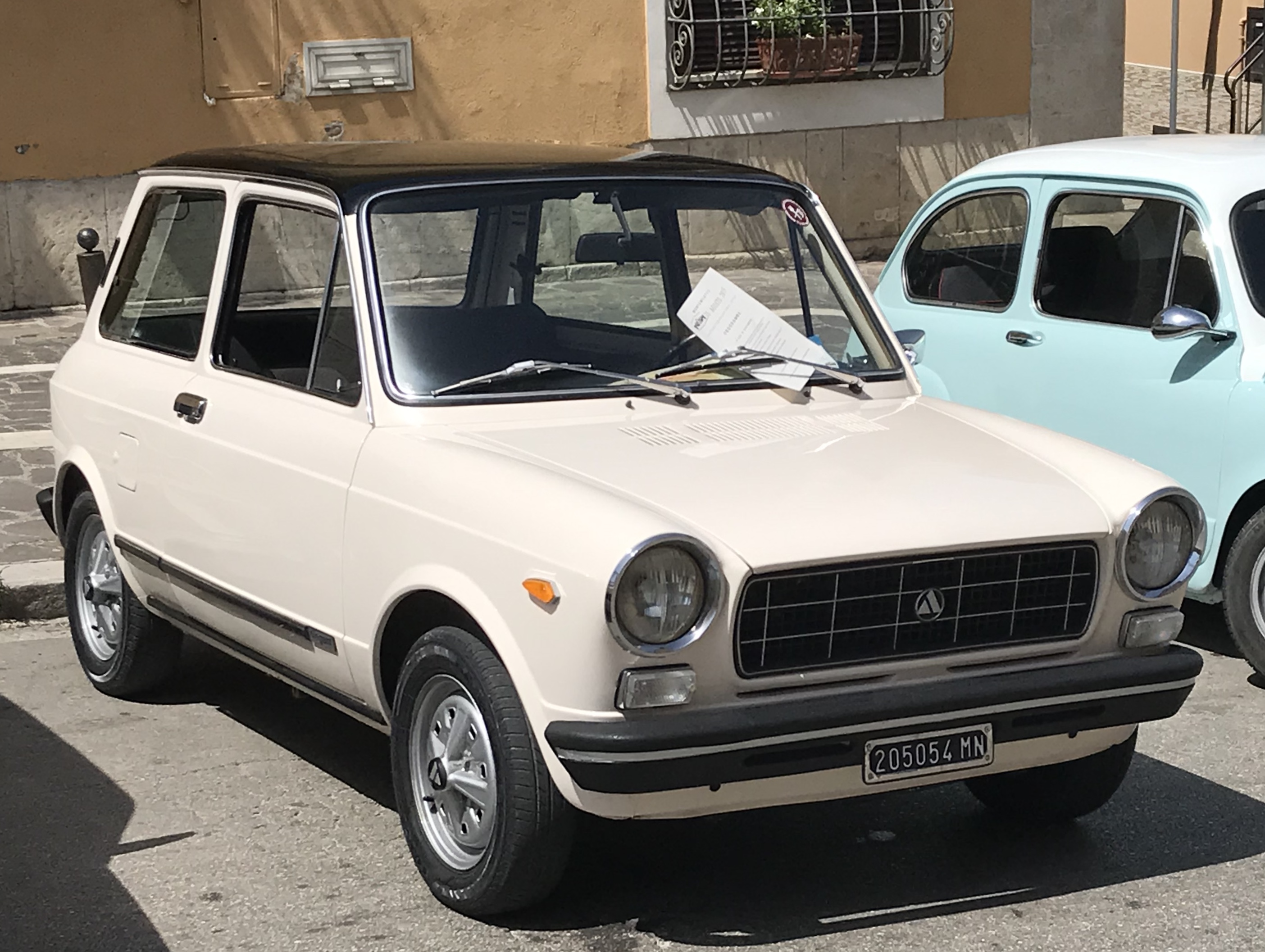
Autobianchi A112 (1973–1975)
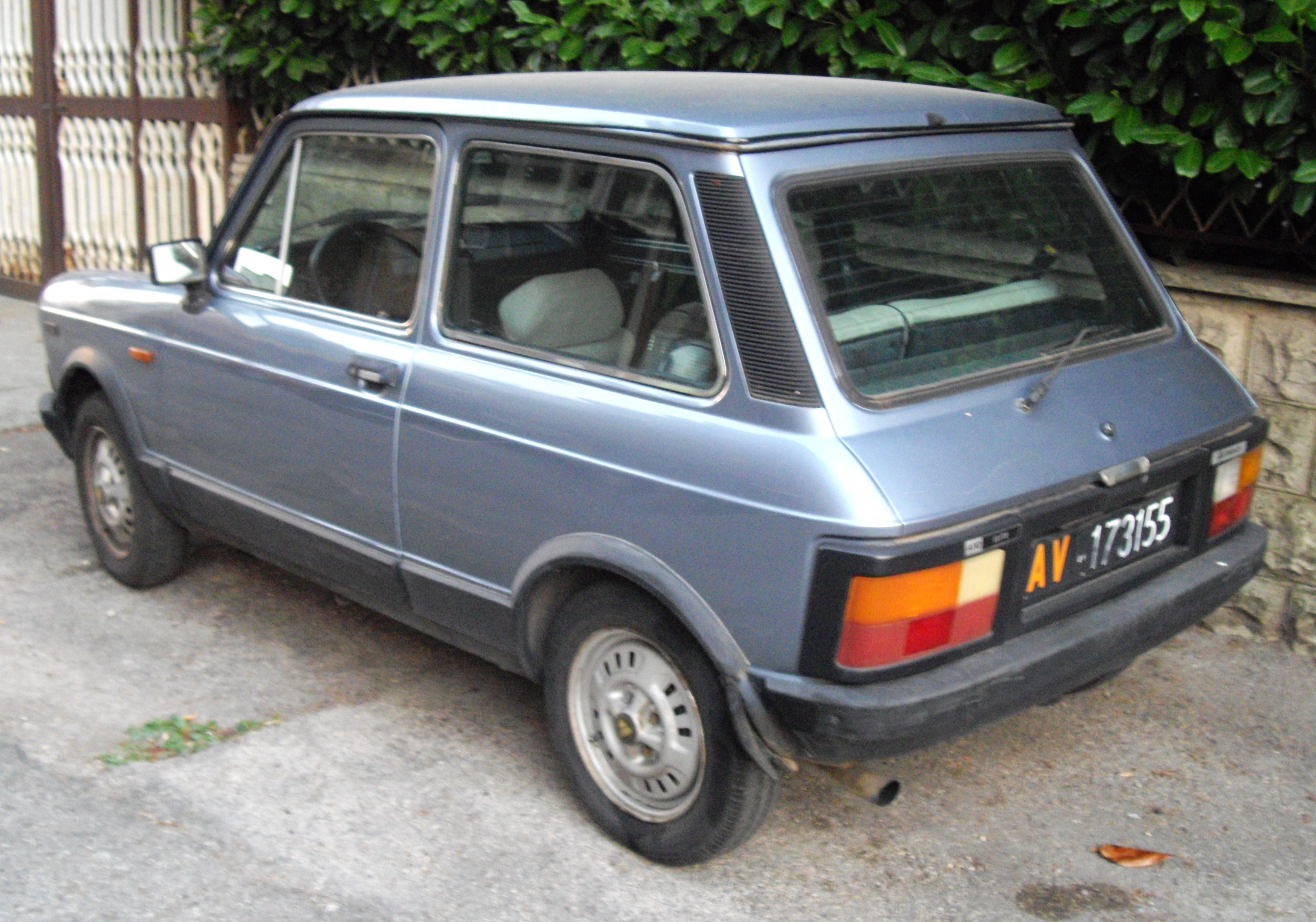
Autobianchi A112 Elite (1979–1982)
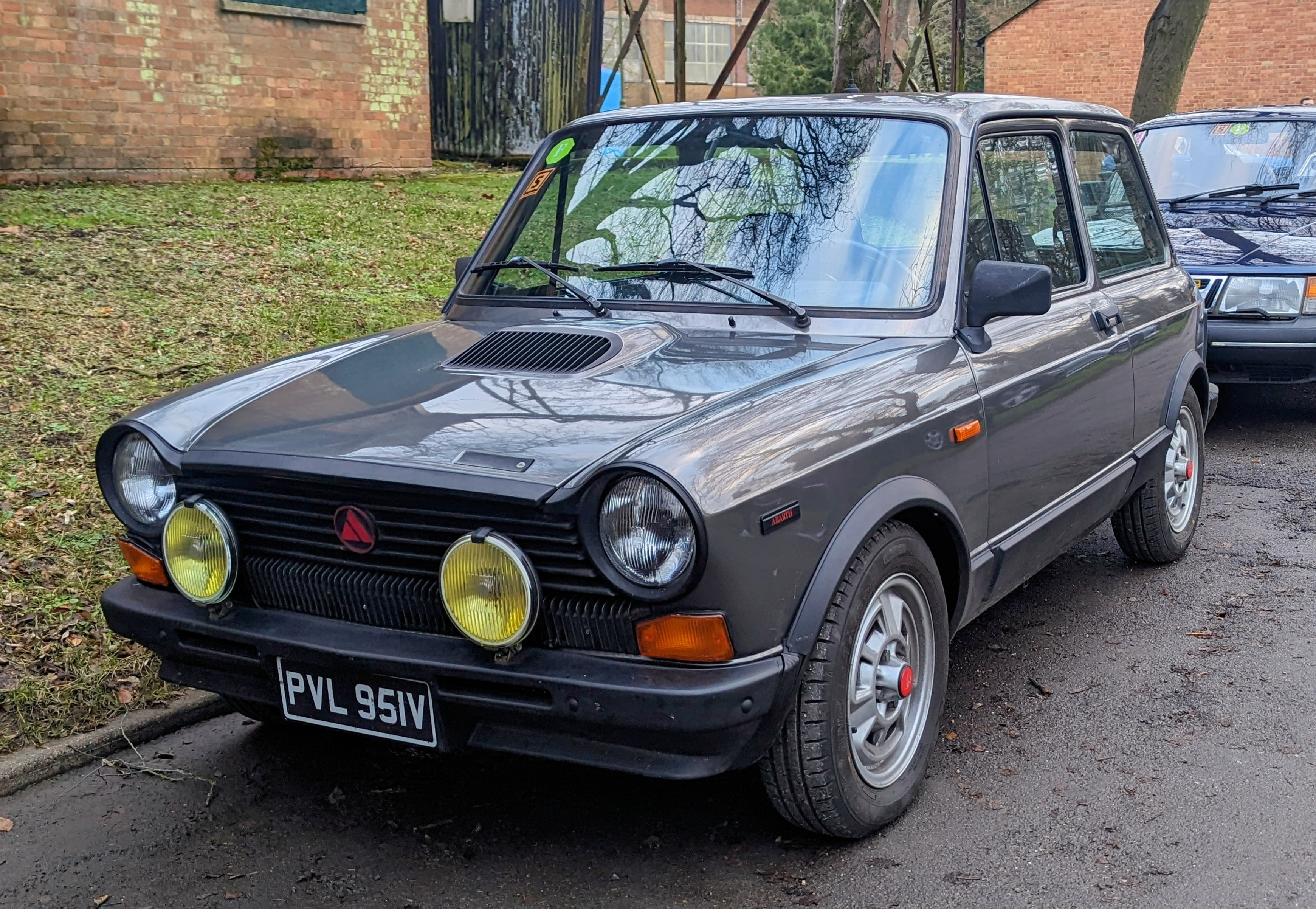
Autobianchi A112 Abarth (1979–1986)

## Konzept
Die mechanischen Baugruppen entsprechen in ihrem Grundaufbau denen des Fiat 128, und der Motor im Wesentlichen dem des Fiat 850, wobei der Hub um 4,5 mm verlängert wurde. Der A112 entstand somit im Baukastenprinzip und war gleichzeitig Vorläufer des späteren Fiat 127.
Es gab vier einzeln aufgehängte Räder, vorne mit MacPherson-Federbeinen und einfachen Querlenkern und Stabilisator, hinten mit einer querliegenden Zweiblattfeder, trapezförmigen Querlenkern und Dämpferbeinen. Der kurze Radstand hatte den Vorteil, dem Fahrzeug Agilität zu verleihen, auf der anderen Seite neigten die A112 aber – bei einer sonst deutlichen Tendenz zum Untersteuern – beim Bremsen in schnell gefahrenen Kurven – zu einem abrupten Übersteuern.
Die selbsttragende Karosserie mit sehr kurzen Überhängen war am BMC Mini orientiert. Sie war jedoch geräumiger und hatte, neben zwei Seitentüren und fünf Sitzplätzen, eine große Heckklappe. Damit war der A112 ein weiterer früher Vertreter auf dem Weg zum Durchbruch des dreitürigen Kompaktautos, der mit dem Primula schon einmal verfolgt und verworfen wurde.
Das Fahrzeug wird von einem Ottomotor mit vier Zylindern, 903 cm³ oder 965 cm³ und 31 kW (39 PS) bis 35 kW (48 PS) angetrieben. Der Hubraum wurde für die stärkeren Abarth-Modelle auf bis zu 1049 cm³ vergrößert, die stärkste Version leistete 51 kW (70 PS).
Vor 1979 hatte das Armaturenbrett große Rundinstrumente. Die Modelle, außer dem A112 Junior, waren mit Drehzahlmesser, der A112 Abarth zusätzlich auf der Beifahrerseite mit Voltmeter, Öldruckmesser und Ölthermometer ausgerüstet. Der Öldruckmesser und das Ölthermometer waren im gänzlich neugestalteten Armaturenbrett ab 1979 in der Mittelkonsole unterhalb der Heizungsregelung platziert. Die Hauptinstrumente waren in dem nun eckig gestalteten Armaturenbrett quadratisch geformt.

## Technische Daten
Alle Motoren basieren auf dem Motorblock des Fiat 600 mit vier Zylindern, dreifach gelagerter Kurbelwelle, untenliegender Nockenwelle (über eine Steuerkette angetrieben), Stößeln, Stoßstangen, Kipphebeln und hängenden Ventilen in einem Aluminiumkopf. Die Bohrung ist bei den Abarth-Versionen mit 67,2 mm ausgereizt. Die Zündfolge der Zylinder lautet immer: 1-3-2-4.
Der 903-cm3-Motor war über die gesamte 17-jährige Bauzeit des A112 erhältlich.
903 cm³
- Bohrung/Hub: 65 × 68 mm
- Leistung: 38 PS (28 kW) bis 49 PS (36 kW) bei 5500 min−1
- Drehmoment: 67 Nm bei 2800 min−1
- Höchstgeschwindigkeit: 130–140 km/h

982 cm³ (A112 Abarth 58 HP)
- Bohrung/Hub: 65 × 74
- Verdichtung: 10,1:1
- Leistung: 58 PS (43 kW) bei 6600 min−1
- Drehmoment: 75 Nm bei 3800 min−1
- Höchstgeschwindigkeit: 151 km/h

1049 cm³ (A112 Abarth 70 HP)
- Bohrung/Hub: 67,2 * 74
- Verdichtung: 10,4:1
- Leistung: 70 PS (51 kW) bei 6600 min−1
- Drehmoment: 87 Nm bei 4100 min−1
- Höchstgeschwindigkeit: 161 km/h

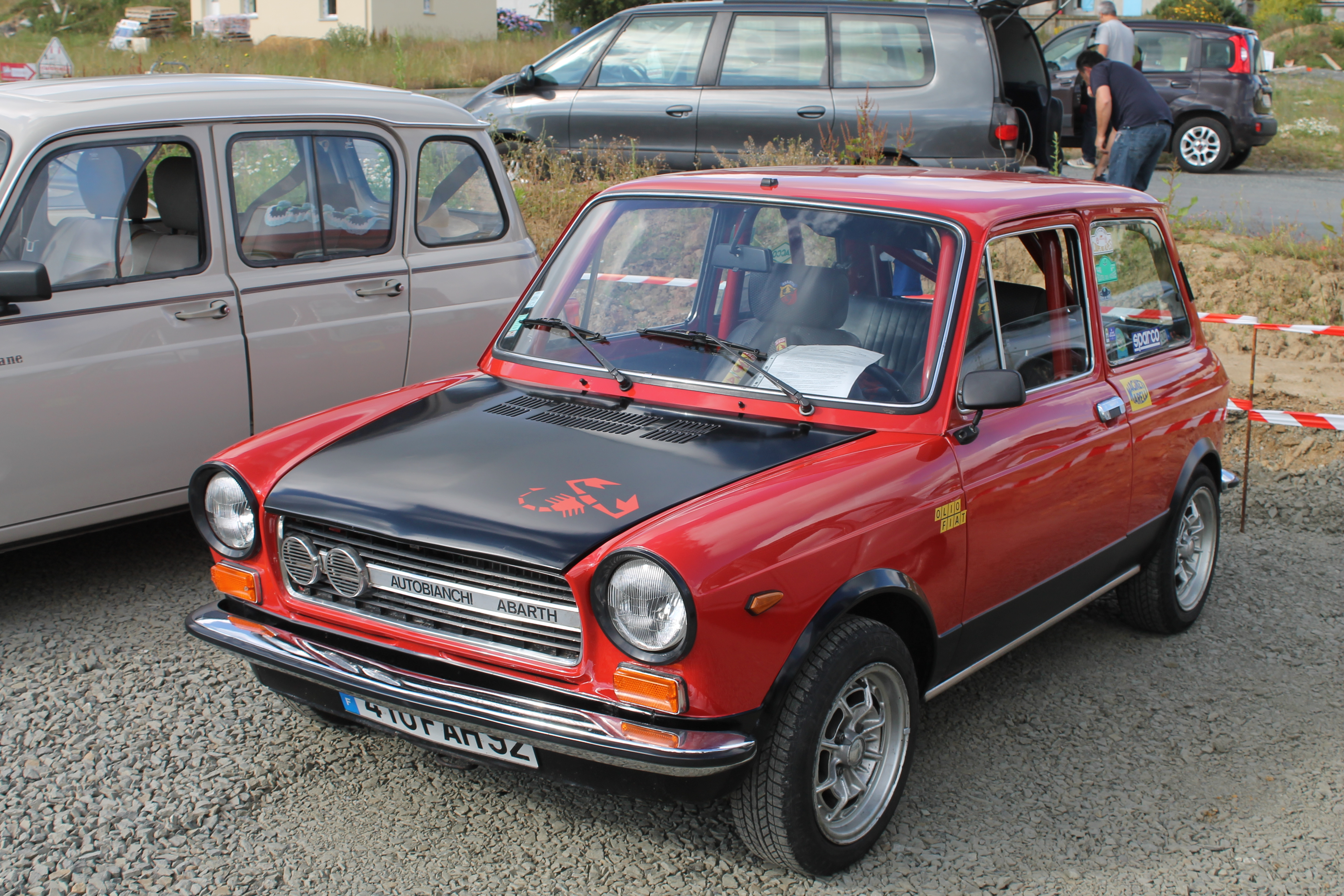
Autobianchi A112 Abarth Typ 1 (1972)

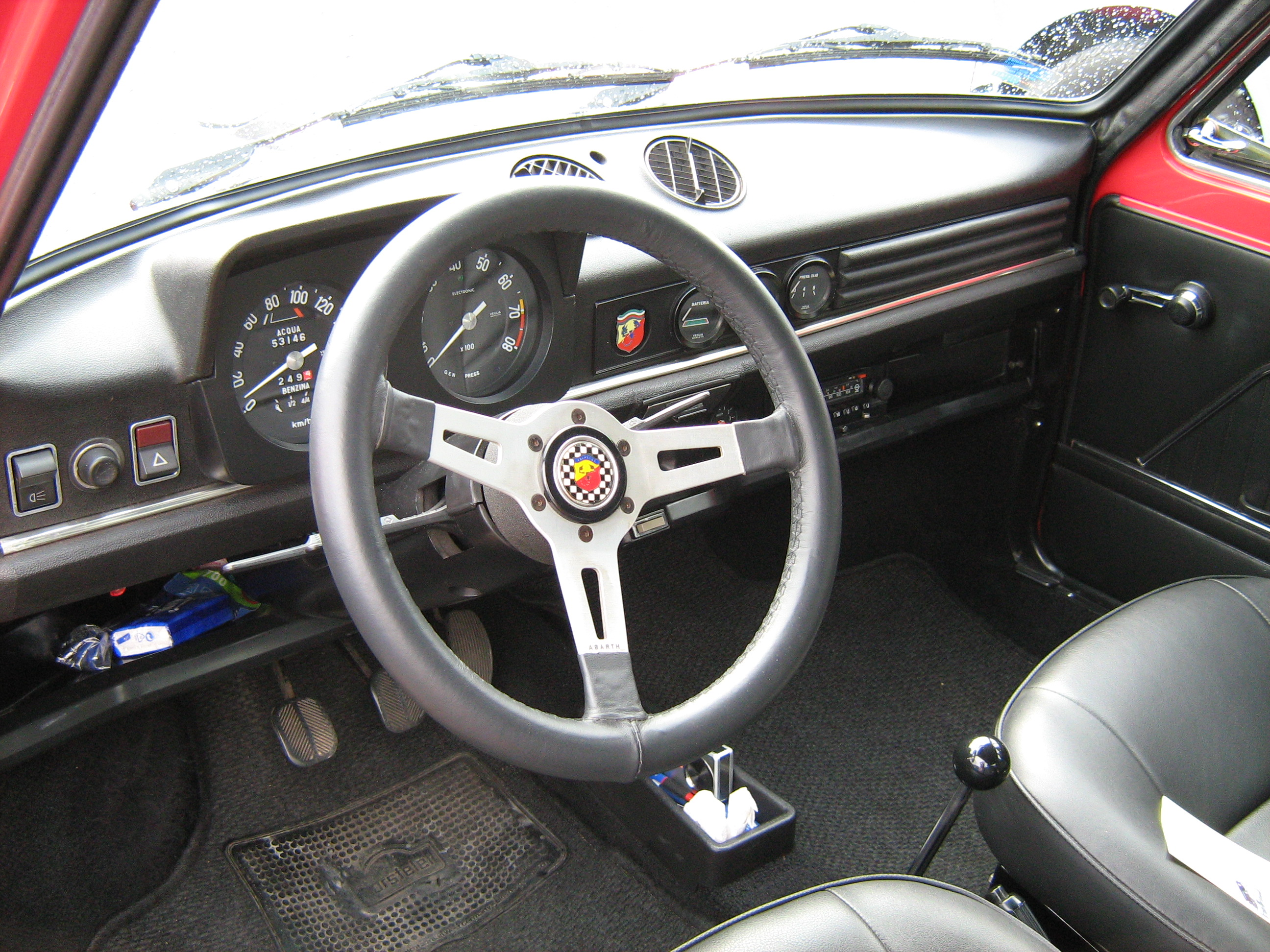
Armaturen des A 112 Abarth Typ 2 (1974)

1060 cm³ (A112 Abarth 85 HP i. e. (Prototyp))
- Bohrung/Hub: 67,2*76
- Verdichtung: 11,5:1
- Leistung: 85 PS (63 kW) bei 6800 min−1
- Drehmoment: 94 Nm bei 3600 min−1
- Mechanische Einspritzung
- Höchstgeschwindigkeit: 164–176 km/h (je nach Übersetzung)

Die Vorderräder wurden über eine Einscheibentrockenkupplung und ein vollsynchronisiertes Viergang-Getriebe angetrieben. Ab 1978 gab es für die Modelle XL, XEL und Abarth vollsynchronisierte Fünfganggetriebe. Eine Dreigangautomatik (aus dem Fiat 128) wurde nur auf dem italienischen Markt von 1972 bis 1974 in der XEL-Ausstattung angeboten.
Kraftstoffverbrauch in Litern auf 100 km gem. ECE-Norm
|                 | Junior | Elegant | XEL | Abarth |
| --------------- | ------ | ------- | --- | ------ |
| bei 90 km/h     | 5,9    | 6,5     | 5,8 | 5,3    |
| bei 120 km/h    | 7,6    | 8,6     | 7,6 | 7,8    |
| im Stadtverkehr | 8,7    | 8,6     | 7,6 | 9,1    |

Abmessungen
- Länge: 3228 mm bis 3246 mm
- Breite: 1480 mm bis 1645 mm
- Höhe: 1160 mm bis 1360 mm
- Radstand: 2038 mm
- Spur vorne: 1250 mm bis 1420 mm
- Spur hinten: 1224 mm bis 1346 mm

Gewichte
- Leergewicht: 598 kg bis 780 kg
- Leergewicht fahrbereit: 625 kg bis 805 kg
- Zulässiges Gesamtgewicht: 1240 kg bis 1310 kg
- Anhängelast, ungebremst: 350 kg, gebremst: 900 kg bis 1200 kg

## Sicherheit
Der Autobianchi A112 verfügt über die folgenden Sicherheitsmerkmale:
- Zweikreisbremsanlage
- Vordere Scheibenbremsen
- Mechanischer Bremskraftregler an der Hinterachse
- Bremskraftverstärker (nur Abarth 70 HP von 1974 bis 1977)
- Sicherheitslenksäule mit zwei Kardangelenken
- Automatikgurte vorne, hinten ab 1978
- Kopfstützen vorne ab 1978

## Besonderheiten
Ein A112 Abarth 70 HP (5. Serie) taucht im Videospiel Gran Turismo 4 für die PlayStation 2 von Sony auf.
Olivier Panis, ehemaliger Formel-1-Fahrer, erwähnte in einem Interview, dass sein erstes Fahrzeug ein „Autobianchi Abarth“ gewesen sei. Da es keinen anderen „Autobianchi Abarth“ als den A112 gibt, meinte er offensichtlich einen A112 Abarth.
In den 70er-Jahren wurde der A112 Abarth 58 HP von der Polizia Municipale in Italien als Einsatzfahrzeug verwendet.